# Sataspes (persa)
Sataspes era um aquemênida, navegador e explorador persa. Filho de Megabizo e sobrinho de Dario I, Sataspes deveria ser empalado, o motivo pela sua execução por empalamento foi o acusamento de estuprar a filha virgem de Zópiro.
A pedido da mãe de Sataspes, Xerxes I comutou sua pena para que ele comandasse uma expedição de circum-navegação da África. Em sua expedição ele usou um barco e uma tripulação egípcia. Sua jornada começou, de acordo com os textos, cruzando as Colunas de Hércules e seguindo Soleis do Cabo.
Era incapaz de continuar, e então decidiu voltar para a Pérsia, onde foi preso por Xerxes I, que mandou cumprir sua pena de morte. Uma série de dados mencionados por Heródoto em Samos, indicam que chegaram a um lugar onde os homens de baixa estatura eram cobertos com folhas de palmeira, viviam em cidades e fugiam quando os viram.